# Volley Team Agrigento
La Volley Team Agrigento è stata una società pallavolistica maschile di Agrigento, oggi scomparsa dal panorama professionistico italiano.

## Storia
Iniziò la sua storia nel 1985, acquistando il titolo di Serie B1 della Pallavolo Roma XII. Il club, sponsorizzato dalla Cucine Juculano e guidato da Valentino Renda, ottenne un'immediata promozione tra i professionisti per l'annata 1986-87. Vincendo il suo secondo campionato consecutivo, la Juculano, all'esordio in Serie A2, strappò il passaggio in A1, ottenendo anche la qualificazione ai play-off per lo scudetto (fu eliminata al primo turno dalla Bistefani Torino).
Nel suo primo campionato di A1 (1987-88) il Volley Team, sponsorizzato Opel e allenato da Alberto Roitman, non andò oltre il terz'ultimo posto. Sconfitto nei play-out retrocessione dalla Burro Virgilio Mantova e dalla Moka Rica Ravenna, fu successivamente ripescato in A1 per la rinuncia del Torino. Al termine del secondo campionato, concluso sul fondo della classifica con una sola vittoria all'attivo, la retrocessione fu concretizzata dopo i play-out persi contro la Gabbiano Virgilio e ancora contro Mantova. L'allenatore era Macjei Tiborowski.
Affidate le redini della squadra all'esordiente Massimo Barbolini, l'Agrigento, sponsorizzato Sanyo, poté festeggiare una nuova promozione in A1 (1989-90). Nella terza stagione di Serie A1 (1990-91), senza più Barbolini in panchina, la squadra cadde nuovamente in A2. Tra il 1991 e il 1993 la squadra disputò le sue ultime stagioni tra i professionisti; travolta da problemi di ordine economico, dopo il fallimento di un progetto che prevedeva il trasferimento della società a Palermo o Verona, nel 1992-93 fu costretta a mandare in campo la squadra giovanile e concluse il campionato all'ultimo posto, senza neppure un set all'attivo. Retrocessa ed esclusa dai campionati di Serie B, scomparve dal panorama pallavolistico italiano.